# Vae Victus
Vae Victus es una novela de ficción histórica del escritor catalán Albert Sánchez Piñol publicada el año 2015 por la editorial "La Campana". La obra narra cuatro nuevas aventuras del ingeniero Martín de Zubiría y Olano, protagonista de la anterior novela del mismo autor, Victus. El libro comienza el 12 de septiembre de 1714, tras la caída de Barcelona ante los ejércitos borbónicos. Zubiría nos sigue contando sus aventuras a lo largo del siglo XVIII que le llevarán por Norteamérica, Cataluña, Francia, Londres, Alemania y Nueva Zelanda. Escrita originalmente en castellano, ha sido traducida al catalán por Xavier Pàmies el mismo año 2015.

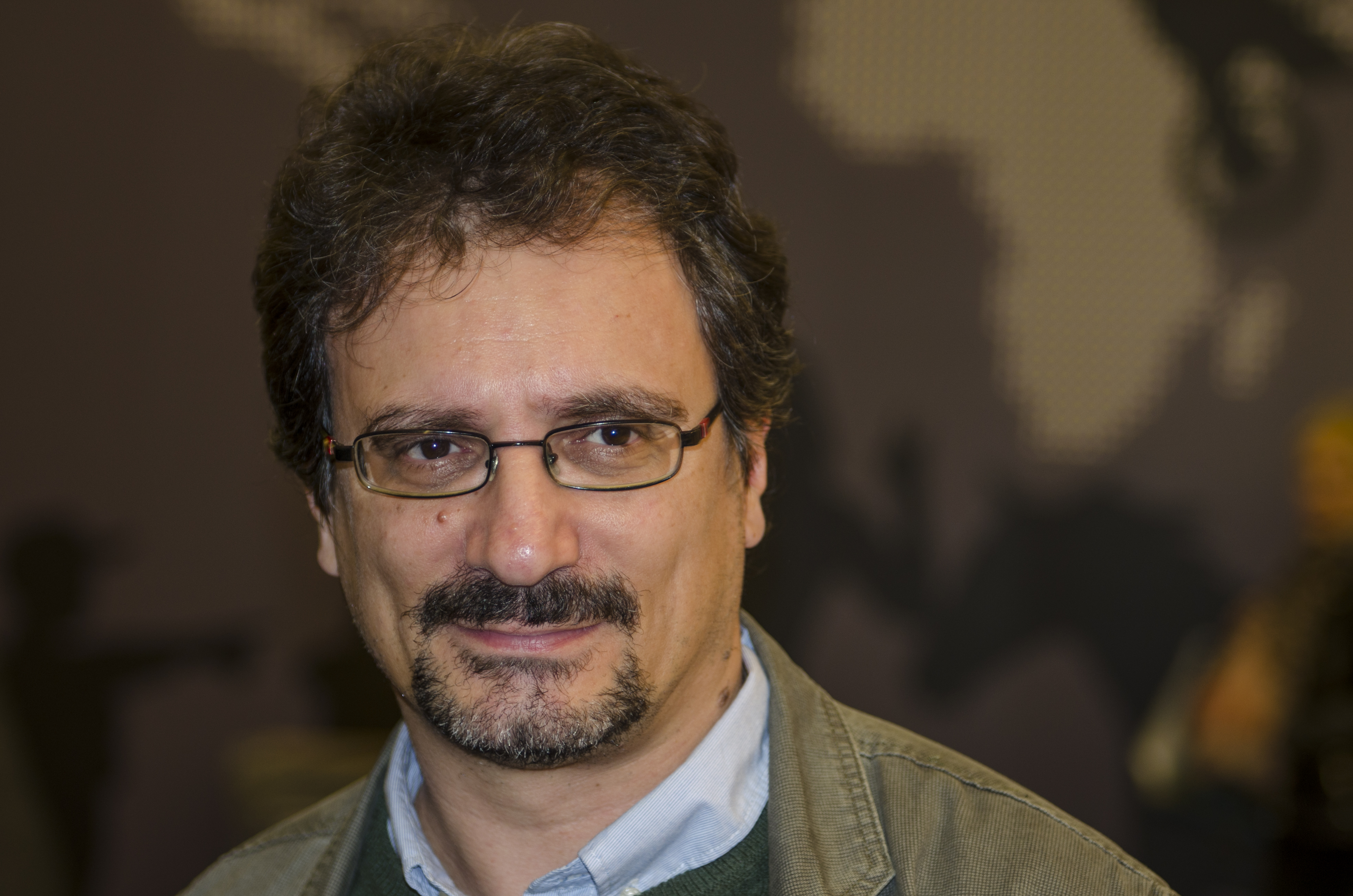
Albert Sánchez Piñol a la Feria del libro Göteborg de 2014.

## Argumento
La novela nos narra las aventuras de Martin Zuviría después de la derrota de Barcelona el 11 de septiembre de 1714, y está dividida en cuatro partes que él explica a su criada Waltraud cuando tiene por los vuelos de 100 años y se encuentra en el exilio.

### Americanus
Zuviría, huyendo de Barcelona, después de la derrota de la ciudad en la Guerra de Sucesión Española, es engañado por el capitán del barco "Palmarin", que le lleva a la colonia estadounidense de Carolina del Sur, concretamente en el enclave de Port Royal. Allí será secuestrado por un grupo de indios Yamasee y acabará enamorándose de la Mausi, una princesa india, y convirtiéndose en la mano derecha de Caesar, un caudillo indio que encabezará la revuelta de una alianza indígena contra los colonos de Carolina del Sur. En la guerra que sucede la revuelta indígena, Zuviría utiliza sus conocimientos militares adquiridos en Barcelona para dirigir el ejército Yamasee en la guerra que se da entre Port Royal y Charles Town.
Las aventuras de Martín Zuviría en América llegaron a Mausi, a Caesar y a un jovencito llamado "Abuelo", al que adoptará como hijo. En esta parte de la novela se describen de forma vívida las relaciones sociales que se establecen entre los colonos y los nativos americanos, mostrándonos la crueldad del esclavismo y la explotación.

### Hispaniensis
Zuviría vuelve de África y llega a Burdeos, donde será capturado y encerrado en una celda durante dos años. Después de este cautiverio, será liberado por James Fitz-James, que lo convencerá para volver a Cataluña y participar en la contienda que enfrentó Francia y España en la Guerra de la Cuádruple Alianza, esta vez junto al famoso guerrillero catalán Pere Joan Barceló y Anguera, conocido como Carrasclet.
Zuviría participará en la campaña que llevó al ejército formado por guerrilleros catalanes a ocupar Navarra, mientras Carrasclet ocupaba la ciudad de Reus, y que terminará con un tratado de paz que deshará los últimos contingentes de combatientes catalanes que luchaban para volver a instaurar las Constituciones y libertades. Al final del capítulo, Martín Zuviría nos narra cómo asesinó el duque de Berwick veinte años después, cuando éste asediaba la ciudad alemana de Philippsburg.

### Magna Parens
Zuviría vuelve a Barcelona para enfrentarse a su eterno enemigo Jorge Próspero de Verboom. Este personaje, conocido como el carnicero de Amberes, se había convertido en uno de los símbolos de la derrota de Barcelona en 1714 y de la represión posterior contra la población catalana. Zuviría aprovecha los conocimientos que había adquirido con los indios americanos y consigue envenenarlo, gracias a la ayuda de El Niño, un joven que posteriormente descubrirá que era el Anfan.

### Australis
Con 70 años, Zuviría terminó relacionándose con una logia masónica en la ciudad de Londres gracias a su rango de ingeniero militar. El jefe de este grupo, Joseph Banks, le anima a participar en una expedición a bordo del barco Endeavour del capitán James Cook, que acabará con el descubrimiento de Nueva Zelanda y con el posterior abandono de Martín Zuviría y su compañero Llompart en la isla de los indios maoríes.

## Personajes

### Personajes principales
- Martín Zuvíria: Protagonista y narrador de la obra. Formado como ingeniero militar en Bazoches, servirá primero al ejército de las Dos Coronas, al ejército de los Aliados en la defensa de Barcelona en 1714, los indios Yamei de Carolina del Sur, la Cuádruple Alianza...

### Personajes secundarios
- Waltraud: Escritora de la obra que narra Martín Zuviria. Personaje de ficción.